# Autoportret z maskami
Autoportret z maskami (znany także pod tytułem Portret własny z maskami) – obraz Wojciecha Weissa wykonany w technice olejnej w 1900 roku. Obraz znajduje się w zbiorach Muzeum Narodowego w Krakowie i jest prezentowany w Galerii Sztuki Polskiej XX i XXI wieku.  

## Historia
Autoportret z maskami powstał w 1900 roku w trakcie pobytu artysty w Paryżu. W tym czasie powstało wiele jego obrazów ukazujących życie nocne Paryżan, takich jak Kankana. Moulin Rouge czy Cafe d’Arcourt. O autoportrecie wspomina w liście do rodziców z 1899 roku:     
Olbrzymi Paryż – metropolia świata – i ja, emigrant w małej pracowni, i mój towarzysz odbity w lustrze. Malować swój portret. Ale malować go z taką precyzją jak portrety renesansu.      
W 1920 roku Feliks Jasieński podarował obraz Muzeum Narodowemu w Krakowie.    

## Opis
Obraz przedstawia artystę w ujęciu ¾ na tle dekoracji ściennej. Mężczyzna, ubrany w czarny garnitur, stoi wyprostowany i obejmuje dłońmi kilka masek. W kolekcji tej znajdują się maski o wykrzywionych w uśmiechu i smutku profilach, zarówno kobiecych, jak i męskich. Na ścianie za mężczyzną można rozpoznać drzeworyty japońskie.  
W literaturze obraz ten często jest opisywany jako mroczny i groteskowy w zestawianiu z innym dziełem artysty z 1897 roku, zatytułowanym Autoportret z jabłkiem. Opis ten wynika z zastosowania przez artystę ciemniejszej gamy barwnej oraz modelunku światłocieniowego. Na ostatnim obrazie mężczyznę przedstawiono w półmroku, z którego na pierwszy plan wydobyto twarz i maski.    

## Interpretacja

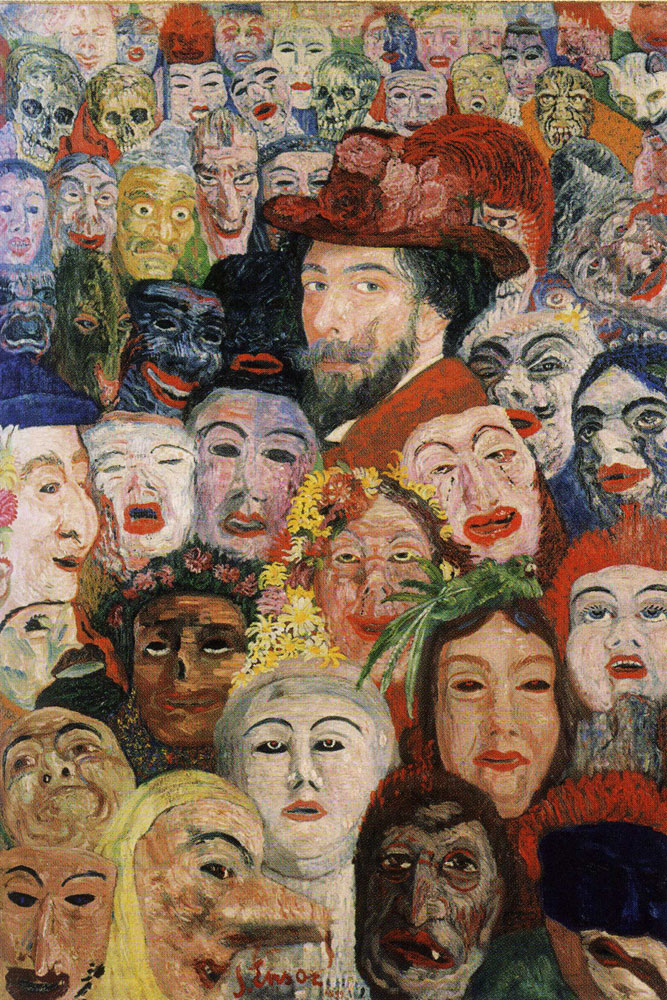
James Ensor, Autoportret wśród masek, 1899, Menard Art Museum

Autoportret z maskami czerpie inspiracje zarówno z twórczości postimpresjonistów, takich jak Henri de Toulouse-Lautrec, jak i ekspresjonistów, reprezentowanych przez Edvarda Muncha i Jamesa Ensora. Badacze łączą autoportret Wojciecha Weissa z Autoportretem wśród masek Jamesa Ensora. To skojarzenie oparte jest na wspólnym kontekście chronologicznym i tematycznym obu obrazów. Przypuszcza się także, że artysta znał artykuł poświęcony twórczości ekspresjonisty, który ukazał się w paryskim czasopiśmie „La Plume” w 1899 roku.  Na obrazie James Ensor przedstawia siebie z melancholijnym wyrazem twarzy na tle twarzy-masek o wynaturzonych obliczach, które całkowicie wypełniają pole obrazowe. Natomiast Weiss maluje siebie z przekornym uśmiechem w otoczeniu kilku masek, które trzyma w dłoniach. Uśmiech mężczyzny interpretuje się jako ironiczny i drwiący.  W przeciwieństwie do Ensora kompozycja obrazu Weissa nie jest zdominowana przez maski (amor vacui). Artysta wydaje się mieć nad nimi kontrolę, trzymając je w dłoniach.  
W interpretacjach maska pojawia się w ujęciu dosłownym jako rekwizyt i dekoracja oraz alegorycznym jako kostium i rola przybierana przez artystę. Japońskie drzeworyty i teatralne maski wzmacniają obraz Wojciecha Weissa jako artysty – twórcy otoczonego dziełami i rekwizytami sztuki. Tadeusz Dobrowolski proponuje interpretację, w której maski symbolizują różne artystyczne odsłony, jakie przybierał Weiss, zapowiadając tym samym jego nową, indywidualną tożsamość artystyczną. Urszula Kozakowska-Zaucha wskazuje na odgrywanie maskarady przez artystę i sugeruje dialog między nim a Stanisławem Przybyszewskim. W manifeście „Confiteor” ogłoszonym na łamach czasopisma „Życie” w 1899 roku Przybyszewski opisuje artystę jako tego, który stoi ponad życiem, ponad światem, jest Panem Panów, niekiełznany żadnem prawem, nieograniczany żadną siłą ludzką. Jest on zarówno święty i czysty, czy odtwarza największe zbrodnie, odkrywa najwstrętniejsze brudy, gdy oczy w niebo wybija i światłość Boga przenika.    

Motyw maski i karnawału pojawia się w listach artysty pisanych z Paryża i Rzymu. W liście do rodziców z 1899 roku wyjawia znaczenie autoportretu:
[...] Patrzyliśmy na siebie w Paryżu: ja i on. Ręce – tak zwyczajnie malować – to nudne. We mnie kipi Paryż. Tysiące najprzeróżniejszych ras, namiętności i typów. Więc w rękach maski – maskarada uczuć. Na pierwszym planie maska kobiety, ale kobiety-satanik, takiej, która dając rozkosz – zabija.   
Obraz zdaje się dopełniać znaczeniowo paryskie obrazy powstałe na przełomie 1899 i 1900 roku. Przedstawiają one zatłoczone wnętrza kawiarń i salonów towarzyskich Paryża, który oczami Przybyszewskiego był widziany jako ziemski odpowiednik piekła – miasto demoralizacji, blichtru i anonimowości. List do rodziców Weiss kończy słowami ,,Młodzieńcze bohaterstwo”, które część badaczy interpretuje jako wyzwanie rzucone przez artystę sztuce i zapowiedź nowych eksperymentów artystycznych.  

## Wystawy
Autoportret z maskami pojawiał się na polskich i zagranicznych wystawach poświęconych twórczości Wojciecha Weissa oraz sztuce młodopolskich artystów. Oto wybrane z nich:
- Zawsze Młoda! Polska sztuka około 1900, 29.10.2015 – 31.01.2016, National Art Museum of Lithuania, Muzeum Narodowe w Krakowie,
- Wojciech Weiss, 12.03 – 12.06.2016, Kunstmuseum Den Haag,
- Polska. Siła obrazu, 16.04 – 23.08.2020, Muzeum Narodowe w Warszawie; 07.03 – 09.05.2021, Muzeum Narodowe w Poznaniu,
- Silent Rebels. Symbolism in Poland around 1900, 25.03 – 07.08.2022, Kunsthalle der Hypo-Kulturstiftung in Munich,
- XX + XXI. Galeria Sztuki Polskiej, 14.10.2021 – 31.12.2030, Muzeum Narodowe w Krakowie[1].